# Lesli Linka Glatter
Lesli Linka Glatter, född 26 juli 1953 i Dallas, Texas, är en amerikansk film- och TV-regissör.
Lesli Linka Glatter föddes i Dallas och växte upp både där och i New York. Hennes mor var dansare och uppträdde på Broadway och hennes far var fackligt organiserad inom textilindustrin.
Hon regidebuterade 1984 med kortfilmen Tales of Meeting and Parting som nominerades till en Oscar i kategorin Bästa kortfilm vid Oscarsgalan 1985. Hon har främst jobbat som regissör inom TV och 2010 nominerades hon till en Emmy Award för regin till avsnittet "Guy Walks into an Advertising Agency" i dramaserien Mad Men. År 2013 nominerades hon återigen, denna gång för avsnittet "Q&A" i Homeland.
Lesli Linka Glatter är ordförande för Directors Guild of America sedan 2021.

## Filmografi i urval
- 1984 – Tales of Meeting and Parting (kortfilm)
- 1987 – Into the Homeland
- 1990–1991 – Twin Peaks (TV-serie)
- 1995–2008 – Cityakuten (TV-serie)
- 1995 – Nu och för alltid
- 1998 – Ett frestande förslag
- 2000–2002 – Gilmore Girls (TV-serie)
- 2002–2006 – Vita huset (TV-serie)
- 2007–2009 – House (TV-serie)
- 2007–2010 – Mad Men (TV-serie)
- 2009 – The Mentalist (TV-serie)
- 2010 – The Good Wife (TV-serie)
- 2010–2012 – Pretty Little Liars (TV-serie)
- 2010–2012 – True Blood (TV-serie)
- 2012–2017 – Homeland (TV-serie)
- 2013 – The Walking Dead (TV-serie)
- 2023 – Love & Death (TV-serie)